# Rise or Die Trying
Rise or Die Trying è il secondo album del gruppo musicale statunitense Four Year Strong uscito il 18 settembre 2007.
L'album ha raggiunto il 31º posto nella classifica Billboard Heatseekers del 2007. L'album è stato registrato e prodotto da Matt Robnett della Playwork Productions al Big Sky Audio a Springfield, Pennsylvania. Il nome "Rise or Die Trying" proviene dal testo della loro canzone "Go Long Dad", una canzone del loro primo album, It's Our Time. L'album è stato venduto in 50 000 copie.

## Il disco
Alcuni dei titoli delle canzoni presenti su questo album sono citazioni di film famosi:
- Abandon Ship Or Abandon All Hope da Pirati dei Caraibi - La maledizione del forziere fantasma;
- Heroes Get Remembered, Legends Never Die da I ragazzi vincenti;
- Wrecked 'Em? Damn Near Killed 'Em da Men in Black II;
- If He's Here, Who's Runnin' Hell? da Maial College.

## Tracce
1. The Take Over – 1:34
2. Prepare To Be Digitally Manipulated – 3:07
3. Abandon Ship Or Abandon All Hope – 3:33
4. Heroes Get Remembered, Legends Never Die – 3:36
5. Wrecked 'Em? Damn Near Killed 'Em – 3:12
6. Catastrophe – 2:37
7. Men Are From Mars, Women Are From Hell – 3:06
8. Bada Bing! Wit' A Pipe! – 3:22
9. Beatdown In The Key Of Happy – 3:03
10. If He's Here, Who's Runnin' Hell? – 3:18
11. Maniac (R.O.D.) – 3:08

Australian & Japanese Bonus Track
1. So Hot And You Sweat On It – 3:22

UK Bonus Tracks
1. Beep Beep – 4:05
2. Gotta Get Out – 3:02

## Formazione
Four Year Strong
- Dan O'Connor – voce, chitarra
- Alan Day – voce, chitarra
- Joe Weiss – basso
- Jackson Massucco – batteria, percussioni
- Josh Lyford – sintetizzatori

Altri musicisti
- Matt Robnet – voce secondaria
- Brooks Plummer – voce secondaria
- Nich Hanterelis – voce secondaria

Mat Brusco, cantante del gruppo musicale Bury Your Dead è presente nelle tracce "Prepare To Be Digitally Manipulated" e "Maniac (R.O.D.)".